# Polyphida argenteofasciata
Polyphida argenteofasciata es una especie de escarabajo longicornio del género Polyphida, tribu Glaucytini, orden Coleoptera. Fue descrita científicamente por Aurivillius en 1910.

## Descripción
Mide 7-8 milímetros de longitud.

## Distribución
Se distribuye por Malasia (Boreno).